# Arakaevella
Arakaevella es un género de foraminífero bentónico de la subfamilia Archaesphaerinae, de la familia Archaesphaeridae, de la superfamilia Parathuramminoidea, del suborden Fusulinina y del orden Fusulinida. Su especie tipo es Arakaevella arakaica. Su rango cronoestratigráfico abarca el Ludloviense (Silúrico superior).

## Discusión
Clasificaciones más recientes incluyen Arakaevella en la superfamilia Caligelloidea, del suborden Earlandiina, del orden Earlandiida, de la subclase Afusulinana y de la clase Fusulinata.

## Clasificación
Arakaevella incluye a la siguiente especie:
- Arakaevella arakaica †